# Крамаренки
Крама́ренки — село в Україні, в Омельницькій сільській громаді Кременчуцького району Полтавської області. Населення становить 96 осіб.

## Географія
Село Крамаренки знаходиться на лівому березі річки Псел, вище за течією на відстані 1,5 км розташоване село Запсілля, нижче за течією на відстані 2,5 км розташоване село Кузьменки, на протилежному березі — село Федоренки.